# Ethniki Odos 13
Die Ethniki Odos 13 (griechisch Εθνική Οδός 13 ‚Nationalstraße 13‘) ist eine Straßenverbindung in Griechenland.

## Verlauf
Die Straße zweigt in Katerini (Κατερίνη) von der parallel zur Autobahn Aftokinitodromos 1 (Europastraße 75) verlaufenden Ethniki Odos 1 ab, führt zunächst nach Westen den Mavroneri entlang nach Moschochori und weiter nach Südwesten nach Fotina. Von dort verläuft sie durch den Talpass Stena Petras nach Agios Dimitrios und über die Westflanke des Olymp an Dolichi und Kokkinogia vorbei nach Lofos, das im Westen umgangen wird. Von dort setzt sich die Straße an Kallithea vorbei zu ihrer Einmündung in die Ethniki Odos 3 (Europastraße 65) bei Mikra Eleftochori rund 5 km nördlich von Elassona (Ελασσόνα) fort.